# The Avery

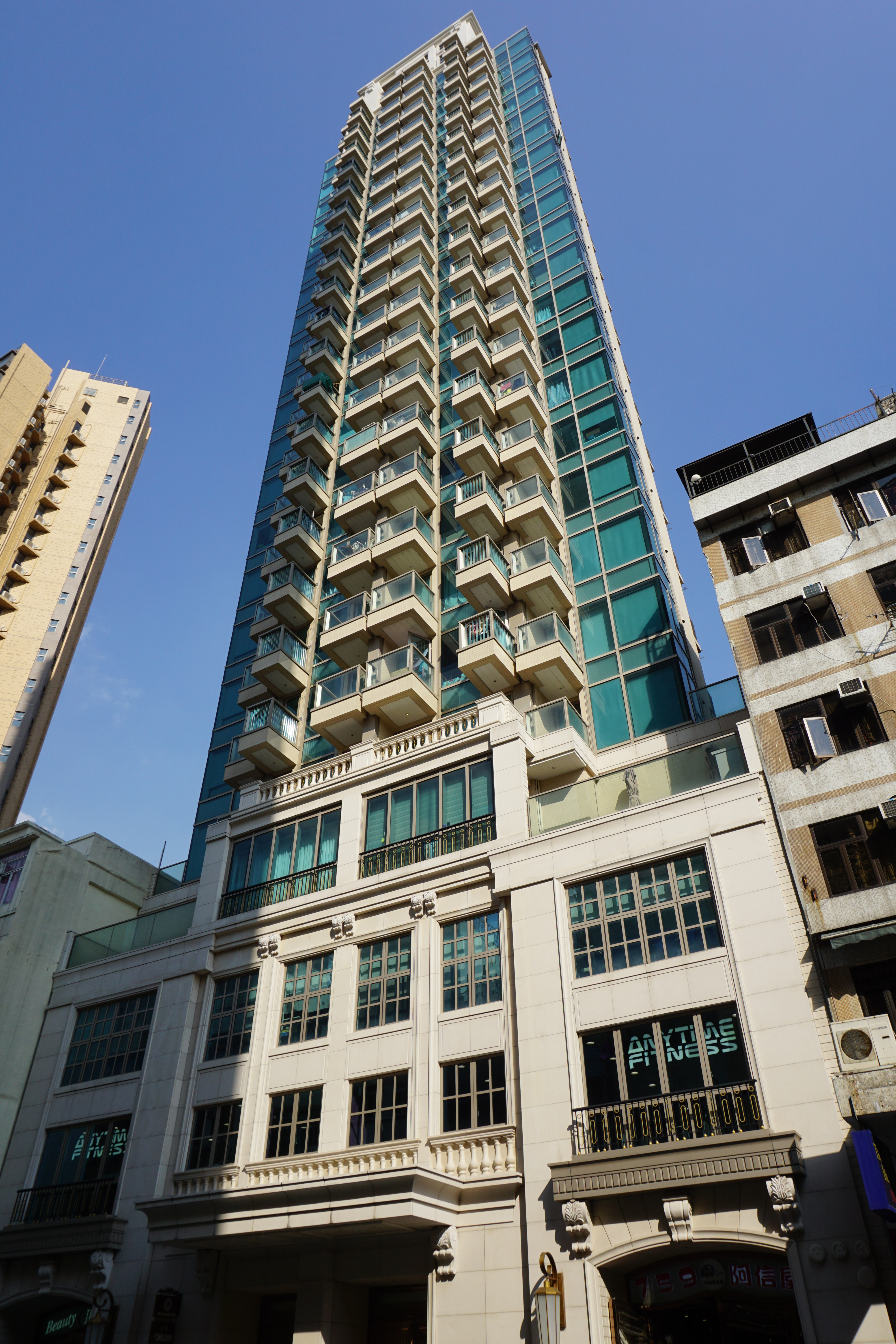
The Avery

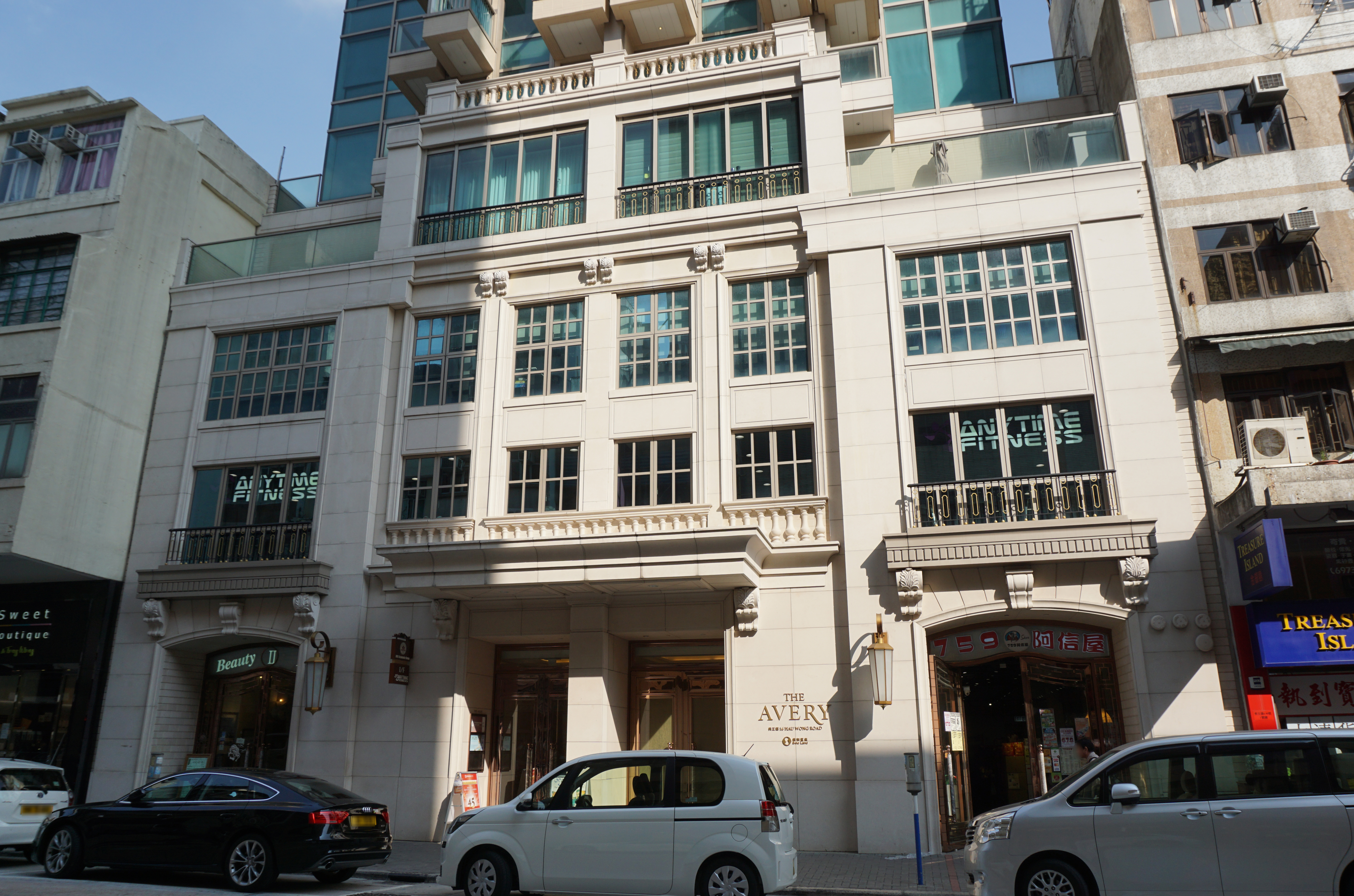
The Avery基座

The Avery，位處於香港九龍九龍城侯王道16號，是信和集團旗下信和置業所發展興建的單幢式住宅。物業位於小學第41校網，樓高24層，1梯4伙設計，共提供78個以開放式及1房為主的小型單位，2014年4月30日落成（11年樓齡）。

## 毗鄰
- 匯賢閣

## 外部連結
- 官方網頁（页面存档备份，存于）